# Santo da Serra Golf Club
De Santo da Serra Golf Club is een Portugese golfclub op het eiland Madeira.
De club is in 1937 opgericht en speelde toen op de 9 holesbaan van de Campo de Golfe da Madeira. In 1991 werd door Robert Trent Jones een 18 holesbaan aangelegd in Santo da Serra, inmiddels is deze uitgebreid tot 27 holes. Het hoogste punt van de baan ligt 700 meter boven de zeespiegel.
Met de verhuizing naar de nieuwe locatie kreeg de club de huidige naam. Om de Santo da Serra Golf Club (naams)bekendheid te geven, werd ook besloten het Madeira Island Open van de Europese PGA Tour daar te laten plaatsvinden, hetgeen van 1976 t/m 2008 gebeurde. In 2012 keerde de Europese Tour er terug.

De nieuwe baan ligt aan een rotsachtige kust en heeft grote hoogteverschillen. Zo heeft hole 4, een par 3 van 185 meter, een hoge afslagplaats en een hoge green, maar is daartussen een diepte met volwassen bomen. Door de ligging aan de kust heeft de baan vaak last van zeevlam.

## Baanrecord
Inmiddels werd in december 2011 het baanrecord verbeterd door de 24-jarige Nuno Henriques die er een ronde van 13 birdies en 5 pars maakte voor een score van 59.

## Natuurbeheer
De baan ligt op 700m hoogte in de bergen. In de periode 2008-2011 zijn ongeveer 30.000 bomen verwijderd die niet in het klimaat van Madeira thuis horen en in 2012 en 2013 vervangen door 16.500 bomen. Ook wordt het gras van de fairways vervangen door het Afrikaanse kikuyugras. Door dit natuurbeheer zal de baan naar verwachting 30% minder water nodig hebben. 